# Cerchysiella kuwatai
Cerchysiella kuwatai är en stekelart som beskrevs av Tachikawa 1985. Cerchysiella kuwatai ingår i släktet Cerchysiella och familjen sköldlussteklar. Inga underarter finns listade i Catalogue of Life.